# Rudolf Lüters
Rudolf Lüters, nemški general, * 10. maj 1883, † 24. december 1945.